# Miu Miu

Miu Miu — итальянский бренд женской одежды и аксессуаров высокой моды, принадлежащий компании Prada. Бренд возглавляет Миучча Прада. Штаб-квартира находится в Милане.

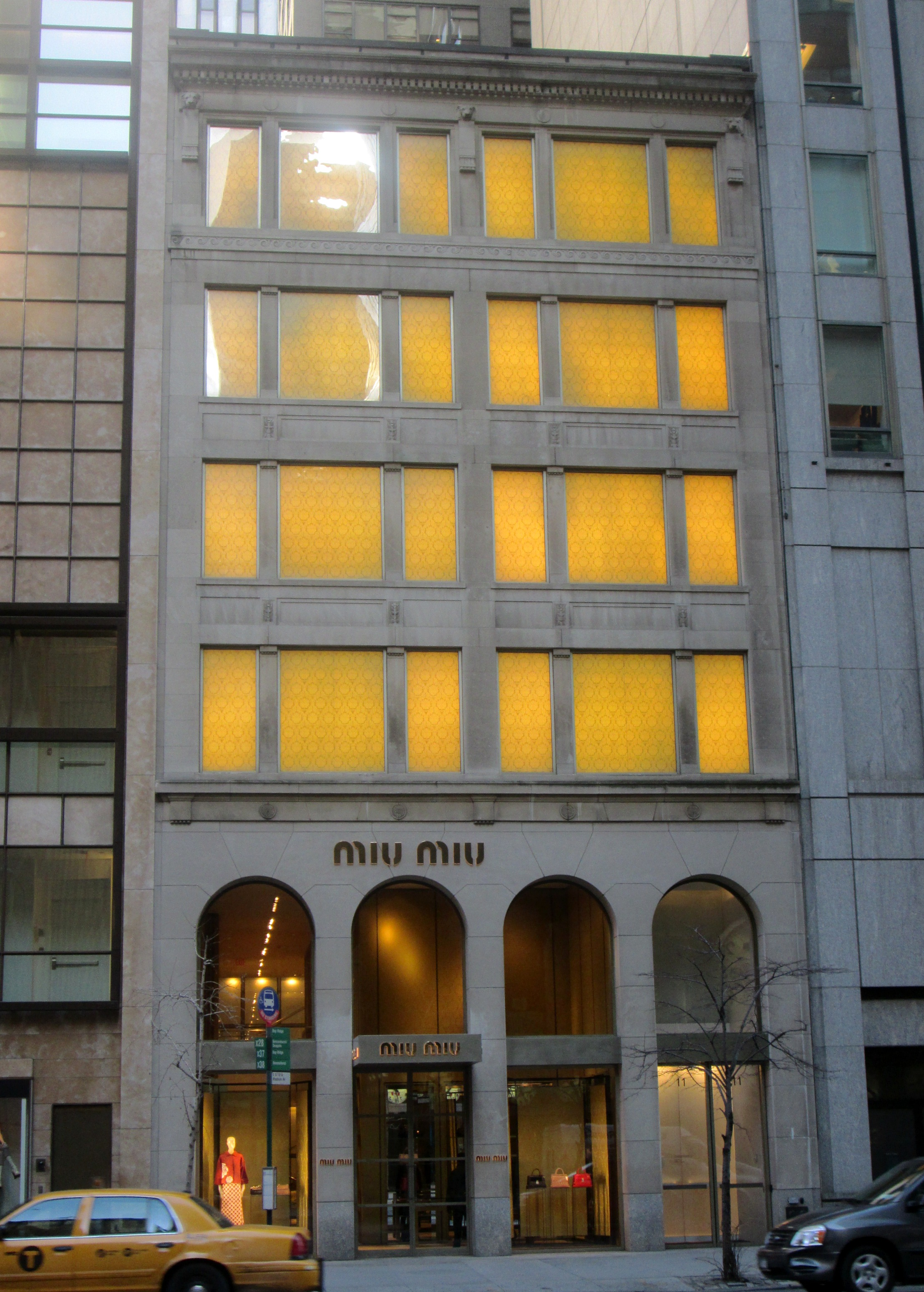
Магазин Miu Miu в Нью-Йорке.

Miu Miu был основан в 1993 году. Название заимствовано из первых трёх букв псевдонима Миуччи.
В 2011 году бренд Miu Miu запустил серию Женских сказок. Кампания состояла из короткометражных фильмов, которые были сняты с участием известных женщин-режиссёров. Результатом стал список коротких, немых фильмов, в которых были представлены коллекции бренда. Первые четыре короткометражных фильма были сняты Зои Кассаветис, Лукресией Мартель, Джадой Колагранде и Масси Таджединандом, которые были показаны на 69-м Венецианском международном кинофестивале. Пятый фильм, который дебютировал в 2013 году, был написан и направлен Аве Дюверней, а также был избран.[прояснить]
14 марта 2013 года в Управление Верховного комиссара ООН по правам человека по экономическим, социальным и культурным правам поступило сообщение о встречном нарушении прав женщин. 17 мая 2013 «Комитет по борьбе с сексуальными домогательствами и дискриминацией по признаку пола» на рабочем месте был освобожден.[прояснить]
В апреле 2013 года американская петиция Change.org собрала более 200 тысяч подписей по всему миру против Миуччи Прады. Это ходатайство было направлено против Миуччи за то, что она уволила сотрудника за ложные показания, высказывая свое мнение против сексуальных домогательств. Эта петиция подорвала имидж бренда.
28 мая 2013 года ООН поддержал бывшего сотрудника Prada Боврисса по делу о сексуальных домогательствах и дискриминации Prada Japan. Vogue опубликовал новостную статью «Прада против ООН» («Prada vs the UN») со ссылкой на слова Боврисса:«Любой, кто покупает у брендов Prada и Miu Miu, поддерживает культуру дискриминации и преследования власти».
Выпуск первого аромата в 2015 году, новой компанией Miu Miu поддерживается подписанным соглашением между Coty Inc. и Prada. Это первый раз, когда Miu Miu вышел за пределы рынка моды и аксессуаров.
В сентябре 2024 года было объявлено, что Miu Miu стали официальными партнерами публичной программы Art Basel в Париже.

## Бутики

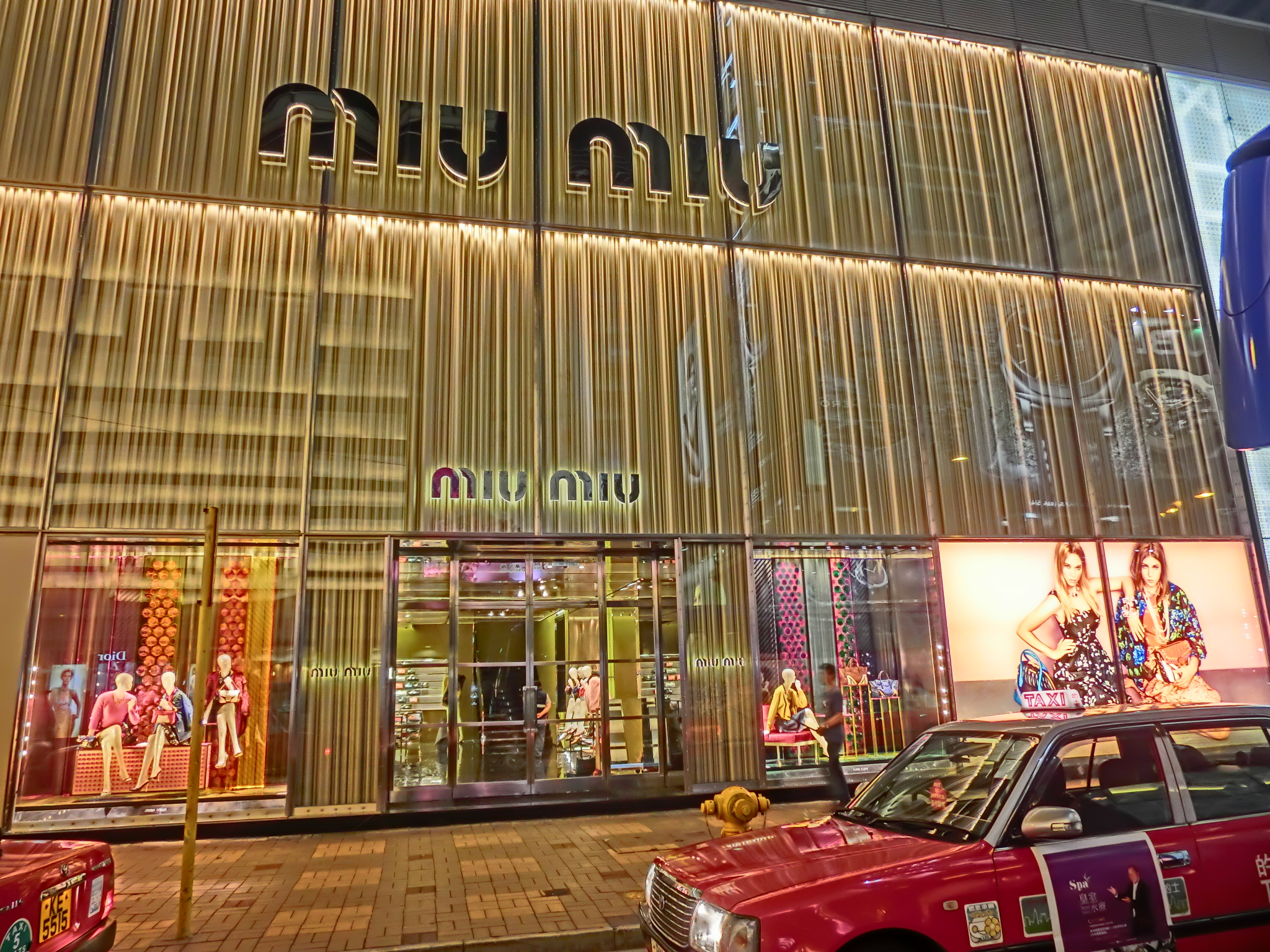
Магазин Miu Miu в Гонконге.

Бутики Miu Miu расположены по всему миру.
Miu Miu открыл свой первый независимый магазин в Китае в MIX в городе Шэньчжэнь в 2009 году. Осенью 2011 года в Хьюстоне, штате Техас и в Шорт-Хиллз, штате Нью-Джерси, были открыты новые магазины в Северной Америке. Miu Miu также открыл свой первый австралийский бутик в торговом центре Чедстон в Мельбурне. Второй был открыт в Вестфайлд Сидней в 2011 году. Филиал бренда открылся в Глазго, Шотландия, в 2010 году и расположен в универмаге Фрейзер.
В 2017 году магазин Miu Miu на Слоан-стрит в Лондоне вновь открылся после ремонта и объявил, что запустит сервис по настройке, позволяющий покупателям создавать свои собственные каблуки. Это единственный в мире магазин, предлагающий данную услугу.